# Rodrigo De Ciancio
Rodrigo De Ciancio (Buenos Aires, 30 maggio 1995) è un calciatore argentino, centrocampista del Latina.

## Caratteristiche tecniche
È un mediano.

## Carriera
Cresciuto nelle giovanili del San Lorenzo, ha esordito il 20 aprile 2016 in occasione del match di Coppa Libertadores pareggiato 1-1 contro l'LDU Quito.
Nel 2020 si è trasferito in Italia per giocare in Serie C con la Sambenedettese; al termine della stagione 2020-2021 si è trasferito all'AZ Picerno, altro club del medesimo campionato.

## Statistiche

### Presenze e reti nei club
Statistiche aggiornate al 4 maggio 2025.
| Stagione           | Squadra            | Campionato         | Campionato | Campionato | Coppe nazionali | Coppe nazionali | Coppe nazionali | Coppe continentali | Coppe continentali | Coppe continentali | Altre coppe | Altre coppe | Altre coppe | Totale | Totale | Totale |
| Stagione           | Squadra            | Comp               | Pres       | Reti       | Comp            | Pres            | Reti            | Comp               | Pres               | Reti               | Comp        | Pres        | Reti        | Pres   | Reti   |        |
| ------------------ | ------------------ | ------------------ | ---------- | ---------- | --------------- | --------------- | --------------- | ------------------ | ------------------ | ------------------ | ----------- | ----------- | ----------- | ------ | ------ | ------ |
| 2016               | San Lorenzo        | PD                 | 0          | 0          | CA              | 0               | 0               | CL+CS              | 1+0                | 0                  | -           | -           | -           | 1      | 0      |        |
| 2016-2017          | San Lorenzo        | PD                 | 2          | 0          | CA              | 0               | 0               | CL                 | 0                  | 0                  | -           | -           | -           | 2      | 0      |        |
| Totale San Lorenzo | Totale San Lorenzo | Totale San Lorenzo | 2          | 0          |                 | 0               | 0               |                    | 1                  | 0                  |             | -           | -           | 3      | 0      |        |
| 2017-2018          | Temperley          | PD                 | 10         | 1          | CA              | 1               | 0               | -                  | -                  | -                  | -           | -           | -           | 11     | 1      |        |
| 2018-2019          | Platense           | BN                 | 6+2        | 0          | CA              | 0               | 0               | -                  | -                  | -                  | -           | -           | -           | 8      | 0      |        |
| 2020               | Atlanta            | BN                 | 6          | 0          | CA              | 0               | 0               | -                  | -                  | -                  | -           | -           | -           | 6      | 0      |        |
| 2020-2021          | Sambenedettese     | C                  | 17+1       | 0          | CI              | 0               | 0               | -                  | -                  | -                  | -           | -           | -           | 18     | 0      |        |
| 2021-2022          | AZ Picerno         | C                  | 29         | 0          | CI-C            | 1               | 1               | -                  | -                  | -                  | -           | -           | -           | 30     | 1      |        |
| 2022-2023          | AZ Picerno         | C                  | 31         | 0          | CI-C            | 1               | 0               | -                  | -                  | -                  | -           | -           | -           | 32     | 0      |        |
| 2023-2024          | AZ Picerno         | C                  | 24         | 0          | CI-C            | 0               | 0               | -                  | -                  | -                  | -           | -           | -           | 24     | 0      |        |
| 2024-2025          | AZ Picerno         | C                  | 28         | 1          | CI-C            | 2               | 0               | -                  | -                  | -                  | -           | -           | -           | 30     | 1      |        |
| Totale AZ Picerno  | Totale AZ Picerno  | Totale AZ Picerno  | 112        | 1          |                 | 4               | 1               |                    | -                  | -                  |             | -           | -           | 116    | 2      |        |
| Totale carriera    | Totale carriera    | Totale carriera    | 156        | 2          |                 | 5               | 1               |                    | 1                  | 0                  |             | -           | -           | 162    | 3      |        |